# 宜瀏片
宜瀏片，贛語九個方言片之一。赣语宜春片，或称之为宜浏片。主要分布在赣西和赣西北以及湖南同萍乡毗邻的两个县市。包括江西的万载县、宜丰县、上高县、高安市、渝水区、樟树市、新干县、丰城市、分宜县、袁州区、安源区、湘东区、芦溪县、上栗县和湖南的浏阳市（部分）、醴陵市，共16个县市区。

## 特點
- 本片的共同特点是去声今读分阴阳（或阴去与阳平合流）

- 大部分地方入聲不分陰陽（分宜、萍鄉市無入聲，豐城、萬載入聲分陰陽）。除新余市外，聲母送氣不影響到調類的分化。

## 分片
本片可分为宜春、樟树、上高3小片，小片的划分大致同袁州府、临江府、瑞州府的旧域相合。
- 宜春小片包括宜春市、萍乡市、新余市、分宜、醴陵市和浏阳。宜春市、萍乡市、新余市和分宜这4个县市人口最多的大姓大多是汉唐两代从中原地区迁入的，不仅迁出地相同，宗族也相同。宜春市、分宜、新余市古浊平、古清去今合并为一个调类。
- 上高小片包括上高、宜丰、高安市和万载。万载旧属袁州府，不少特点同宜春市一致，但从总体看更接近上高小片。本小片的共同特点是古浊平、古清去今各为独立的调类，但由于变调而定型，部分古浊平字今读为阴去，部分古清去字今读为阳平。知三章组今读[t th s]，透定二母今开口呼读为[h]，溪群二母细音口语常用字今读为x（拼音，即普通话“西”字的声母）。韵母最大的特点是止摄开口三等韵精庄两组字今读为[u](如“事”“死”两字本小片都读su，而宜春小片则都读“si”），单凭这一特征就可以把这一小片同赣语的其他方言区别开来。
- 樟树小片包括樟树市、新干和丰城市。本小片的共同特点是古浊平、古清去今读各为独立的调类，今读上声为降调。